# Pekov graben
Pekov graben je gorski potok, ki izvira na severnih pobočjih Kamniškega vrha (1259 m) in je desni pritok potoka Korošica, ki se nedaleč od nihajne žižnice, ki povezuje Veliko Planino z dolino, kot desni pritok izliva v reko Kamniška Bistrica.